# Laucha (Hörsel)
Die Laucha ist ein rund 14 km langer, orografisch linker Zufluss der Hörsel im thüringischen Landkreis Gotha.

## Verlauf
Die Laucha entsteht am Nordwesthang des Thüringer Waldes zwischen den Forstorten Kleiner Inselsberg und Tanzbuche, östlich des Großen Inselsberges, aus mehreren Quellbächen, die im Lauchagrund südlich der Ortslage aufeinandertreffen. Zwischen dem Zimmerberg und dem Datenberg tritt sie aus dem Gebirge hervor. In der Ortslage Bad Tabarz kommt von links der aus dem Cabarzer Mühlengrund zufließende Mühlbach hinzu. Ab der Ortslage Tabarz fließt die Laucha in einem Wiesengrund beständig nach Norden. Aus Gründen des Hochwasserschutzes wurde der Fluss bereits im 19. Jahrhundert in den Ortslagen von Tabarz, Langenhain und Laucha kanalisiert.
Die Mündung der Laucha in die Hörsel befindet sich etwa einen Kilometer nördlich der Ortslage Laucha, nahe der Riethmühle. Der Mündungsort dient seit alters als Markierung und Grenzpunkt der Gemarkungen Mechterstädt, Laucha und Teutleben.

## Name
Erstmals urkundlich erwähnt wurde der Fluss im Jahr 1039 als super rivulum Louchaha.
Der ursprüngliche Gewässername Lauchaha soll von der Lauch-Pflanze hergeleitet sein. Die Gemeinde Laucha ist nach dem Fluss benannt. In einer Schrift von August Beck wird der Bach 1868 Louffa genannt.

## Geschichte
Das Tal der Laucha ist nachweislich seit Jahrtausenden von Menschen bewohnt, dies belegen Bodenfunde in der Gemarkung Langenhain und Mechterstädt aus der Jungsteinzeit.
In den Orten Bad Tabarz, Cabarz, Langenhain und Laucha wurden bereits im Spätmittelalter die Wasserkraft der Laucha und ihrer Zuflüsse für Zwecke der Metallverarbeitung genutzt. Mehrere Getreidemühlen, auch eine Lohmühle und Sägemühlen sind noch bekannt.
Bereits im Mittelalter wurde am Westrand der Ortslage von Laucha ein Teich angelegt, in dessen Mitte die im Ort ansässige Adelsfamilie sich eine Wasserburg errichtete. Diese imposante, als Weiherschloss bezeichnete Anlage bestand bis in die 1950er Jahre und wurde dann, politisch motiviert, als Zeugnis der Feudalzeit beseitigt.

## Impressionen

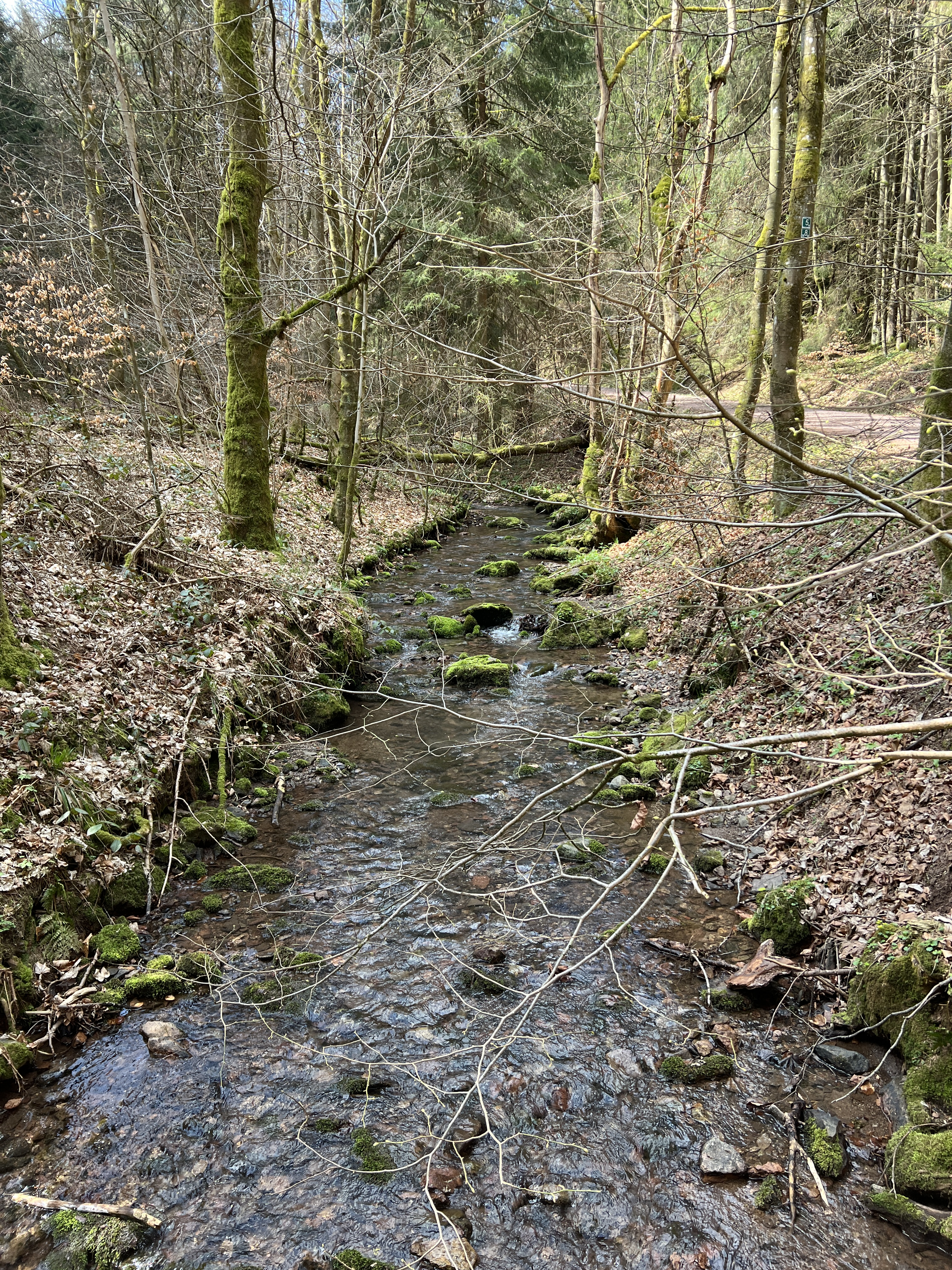
Wilder Verlauf als Gebirgsbach im Thüringer Wald
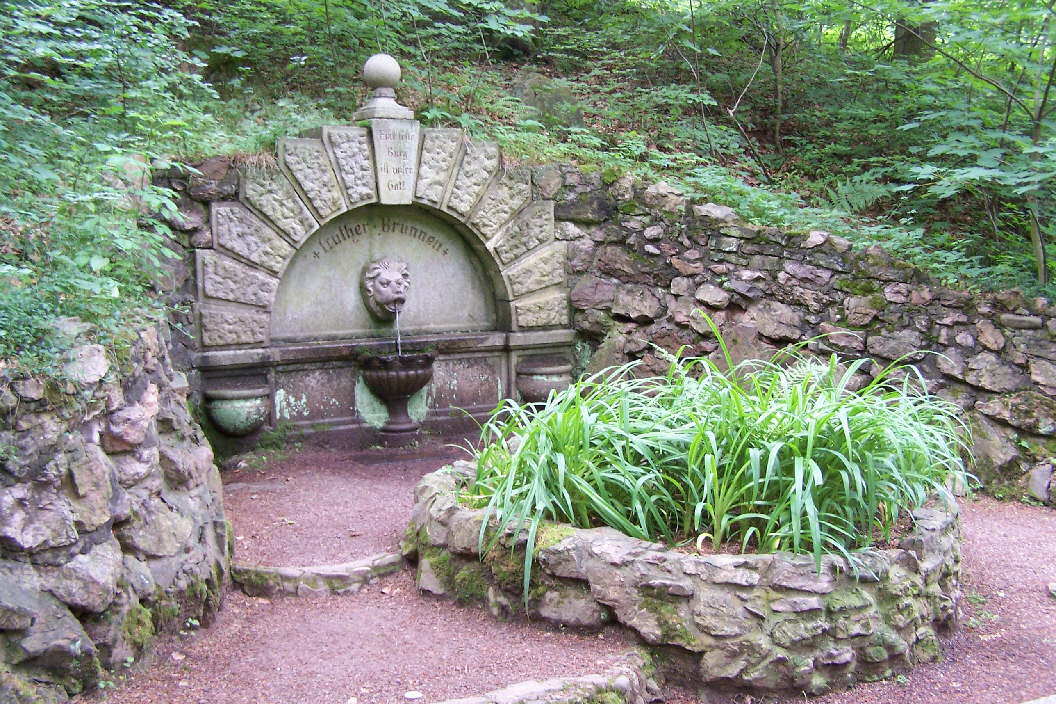
Der Lutherbrunnen bei Bad Tabarz im Lauchagrund
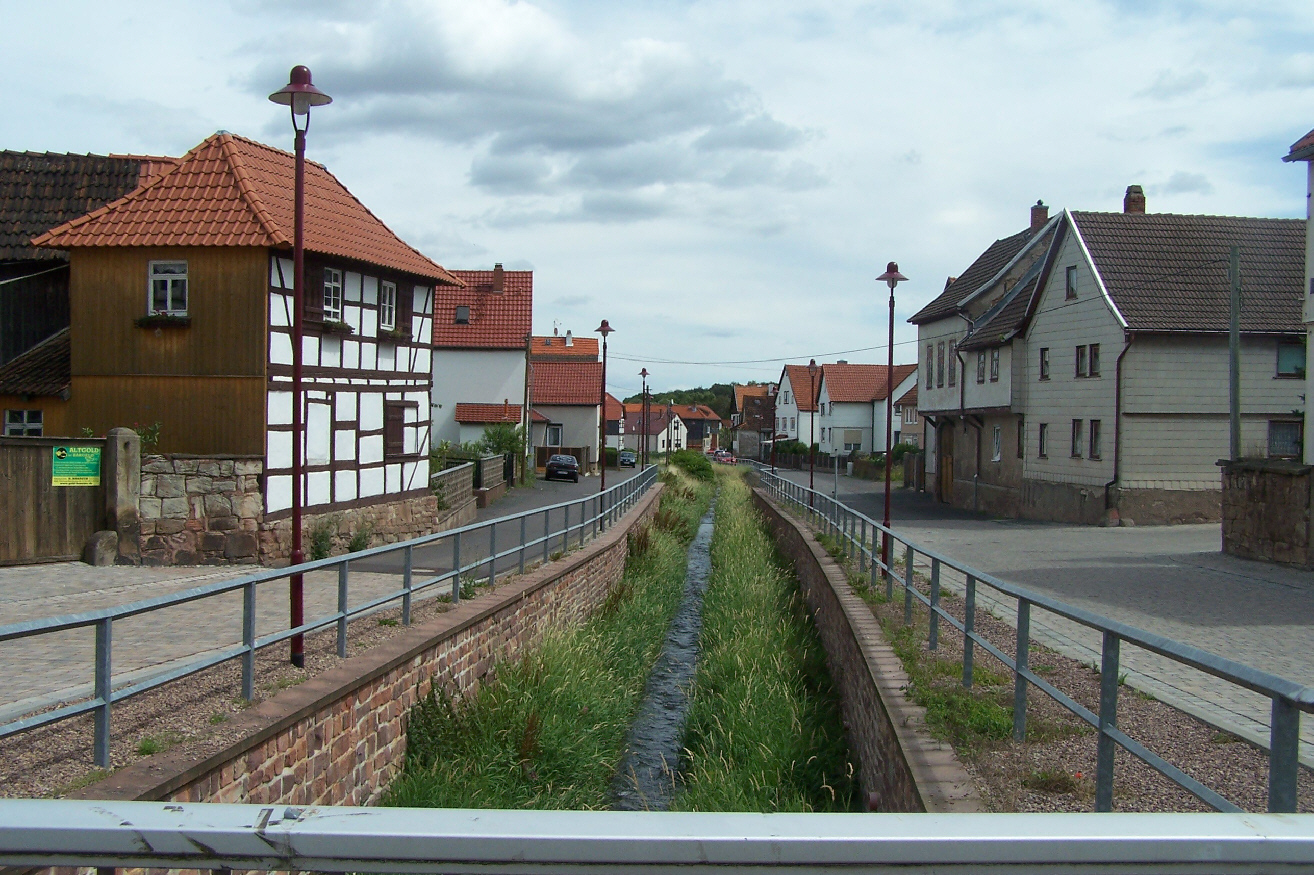
Die Laucha in der Ortslage Langenhain
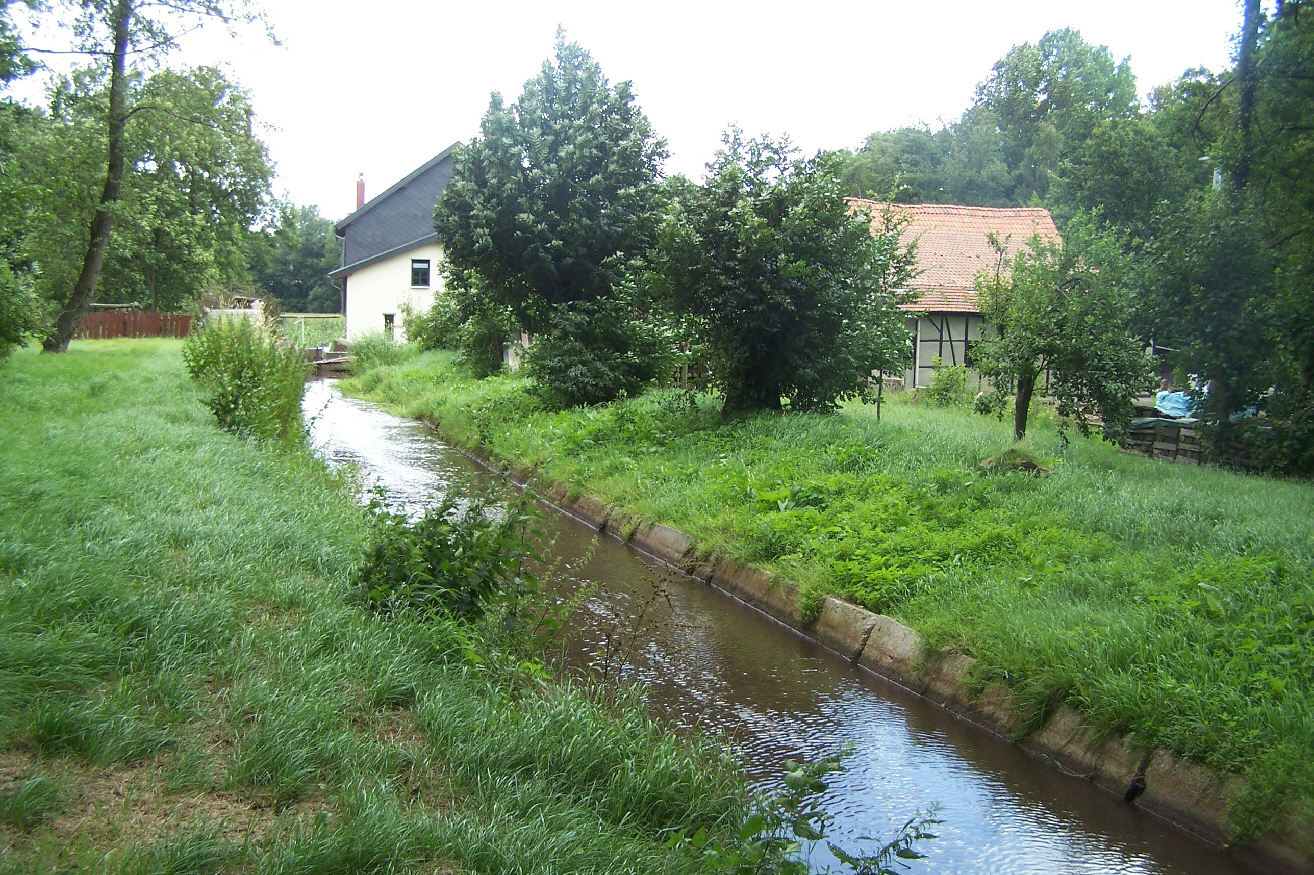
Die Riethmühle unterhalb von Laucha